# Danilo Desideri
Danilo Desideri (Roma, 13 luglio 1940) è un direttore della fotografia italiano.
È stato collaboratore abituale di Carlo Verdone, per il quale ha curato la fotografia di tutti i film da lui diretti a partire da Acqua e sapone fino a Posti in piedi in paradiso.

## Biografia
Danilo Desideri inizia la propria carriera cinematografica alla fine degli anni cinquanta come assistente operatore nella troupe di Tonino Delli Colli. In seguito lavora come operatore alla macchina con Gianni Di Venanzo, Ennio Guarnieri (Una storia moderna - L'ape regina di Marco Ferreri), Giuseppe Rotunno (Lo straniero di Luchino Visconti), Luigi Kuveiller (A ciascuno il suo di Elio Petri).
Dopo aver lavorato anche in campo pubblicitario, debutta come direttore della fotografia per il cinema fra la fine degli anni sessanta e l'inizio dei settanta. La sua prima prova importante è il film in costume In nome del Papa Re (1977), diretto da Luigi Magni, con il quale collabora poi per Arrivano i bersaglieri (1990), State buoni se potete (1983) e, a distanza di quasi vent'anni, per La carbonara (2000).
Nei primi anni ottanta lavora ad alcune delle commedie costruite da Franco Castellano e Pipolo per Adriano Celentano (Asso, Innamorato pazzo, Segni particolari: bellissimo), a La cicala diretto da Alberto Lattuada, a Nudo di donna diretto da Nino Manfredi (1981), e soprattutto nel 1983 collabora per la prima volta con Carlo Verdone, dando inizio ad un sodalizio professionale che ha caratterizzato la sua carriera nei decenni successivi.
Ha lavorato, tra gli altri, con: Sergio Corbucci (A tu per tu, Rimini Rimini, I giorni del commissario Ambrosio), Luciano De Crescenzo (32 dicembre, Croce e delizia), Alessandro Benvenuti (Ritorno a casa Gori), Francesco Nuti (Il signor Quindicipalle), Giorgio Panariello (Bagnomaria).

## Filmografia
- Spara forte, più forte... non capisco!, regia di Eduardo De Filippo (1966)
- Eat It!, regia di Francesco Casaretti (1968)
- Scusi, lei conosce il sesso?, regia di Vittorio De Sisti (1968)
- Germania 7 donne a testa, regia di Paolo Cavallina e Stanislao Nievo (1970)
- Movie Rush - La febbre del cinema, regia di Ottavio Fabbri (1976)
- Chi dice donna dice donna, episodio La signorina X, regia di Tonino Cervi (1976)
- In nome del Papa Re, regia di Luigi Magni (1977)
- Professor Kranz tedesco di Germania, regia di Luciano Salce (1978)
- Formula 1 - Febbre della velocità, regia di Ottavio Fabbri, Mario Morra e Oscar Orefici (1978)
- Dove vai in vacanza?, episodio Sì buana, regia di Luciano Salce (1979)
- Ammazzare il tempo, regia di Mimmo Rafele (1979)
- La cicala, regia di Alberto Lattuada (1980)
- Arrivano i bersaglieri, regia di Luigi Magni (1980)
- Asso, regia di Castellano e Pipolo (1981)
- Nudo di donna, regia di Nino Manfredi (1981)
- Innamorato pazzo, regia di Castellano e Pipolo (1981)
- Grand Hotel Excelsior, regia di Castellano e Pipolo (1982)
- Acqua e sapone, regia di Carlo Verdone (1983)
- Segni particolari: bellissimo, regia di Castellano e Pipolo (1983)
- State buoni se potete, regia di Luigi Magni (1983)
- Vediamoci chiaro, regia di Luciano Salce (1984)
- Il ragazzo di campagna, regia di Castellano e Pipolo (1984)
- A tu per tu, regia di Sergio Corbucci (1984)
- I due carabinieri, regia di Carlo Verdone (1984)
- A me mi piace, regia di Enrico Montesano (1985)
- 7 chili in 7 giorni, regia di Luca Verdone (1986)
- Troppo forte, regia di Carlo Verdone (1986)
- Rimini Rimini, regia di Sergio Corbucci (1987)
- Io e mia sorella, regia di Carlo Verdone (1987)
- 32 dicembre, regia di Luciano De Crescenzo (1988)
- I giorni del commissario Ambrosio, regia di Sergio Corbucci (1988)
- Compagni di scuola, regia di Carlo Verdone (1988)
- Il bambino e il poliziotto, regia di Carlo Verdone (1989)
- Stasera a casa di Alice, regia di Carlo Verdone (1990)
- Maledetto il giorno che t'ho incontrato, regia di Carlo Verdone (1992)
- Al lupo, al lupo, regia di Carlo Verdone (1992)
- Le donne non vogliono più, regia di Pino Quartullo (1993)
- Perdiamoci di vista, regia di Carlo Verdone (1994)
- Croce e delizia, regia di Luciano De Crescenzo (1995)
- Viaggi di nozze, regia di Carlo Verdone (1995)
- Sono pazzo di Iris Blond, regia di Carlo Verdone (1996)
- Ritorno a casa Gori, regia di Alessandro Benvenuti (1996)
- Il signor Quindicipalle, regia di Francesco Nuti (1998)
- Gallo cedrone, regia di Carlo Verdone (1998)
- Bagnomaria, regia di Giorgio Panariello (1999)
- La carbonara, regia di Luigi Magni (2000)
- C'era un cinese in coma, regia di Carlo Verdone (2000)
- Ma che colpa abbiamo noi, regia di Carlo Verdone (2002)
- L'amore è eterno finché dura, regia di Carlo Verdone (2004)
- Fratella e sorello, regia di Sergio Citti (2005)
- Il mio miglior nemico, regia di Carlo Verdone (2006)
- Grande, grosso e... Verdone, regia di Carlo Verdone (2008)
- Io, loro e Lara, regia di Carlo Verdone (2009)
- Posti in piedi in paradiso, regia di Carlo Verdone (2012)

## Riconoscimenti
- David di Donatello
  - 1992 – Miglior direttore della fotografia per Maledetto il giorno che t'ho incontrato
  - 2004 – Candidatura al miglior direttore della fotografia per L'amore è eterno finché dura
  - 2006 – Candidatura al miglior direttore della fotografia per Il mio miglior nemico